# Korpilahti
Korpilahti (in svedese Korpilax) è stato un comune finlandese di 5 005 abitanti, situato nella regione della Finlandia Centrale. Il comune è stato soppresso nel 2009 e compreso nella città di Jyväskylä.